# Tetrahedron Letters
Tetrahedron Letters (nach ISO 4-Standard in Literaturzitaten mit Tetrahedron Lett. abgekürzt, Untertitel: The International Journal for the Rapid Publication of all Preliminary Communications in Organic Chemistry) ist der Name der wöchentlich erscheinenden Fachzeitschrift der organischen Chemie. Der englische Name Tetrahedron bedeutet im Deutschen Tetraeder. Dies ist eine Anspielung auf die von Jacobus Henricus van ’t Hoff entdeckte Tetraederstruktur des sp3-hybridisierten Kohlenstoff-Atoms, einem Strukturelement der meisten organischen Stoffe.
Der Impact Factor lag im Jahr 2019 bei 2,275. Nach der Statistik des ISI Web of Knowledge wurde das Journal 2014 in der Kategorie organische Chemie an 22. Stelle von 57 Zeitschriften geführt. Tetrahedron Letters erscheint bei Elsevier.
Daneben erscheinen bei Elsevier noch Tetrahedron und Tetrahedron: Asymmetry, die ebenso Fachzeitschriften zu Themen der organischen Chemie sind.